# Rainer Frank (Schauspieler)
Rainer Frank (* 1965 in Ost-Berlin) ist ein deutscher Schauspieler.

## Leben

### Ausbildung und Anfänge
Rainer Frank wuchs in Santiago de Chile, Damaskus (Syrien), Königs Wusterhausen und Berlin auf. Er absolvierte sein Schauspielstudium von 1987 bis 1991 an der Hochschule für Schauspielkunst „Ernst Busch“ in Berlin.
1991 wurde er als „Bester Nachwuchsschauspieler“ mit dem Preis der Berliner Zeitung für seine Rolle als Freder in Krankheit der Jugend (Regie: Angelika Waller) am Berliner Ensemble ausgezeichnet. Er war Mitbegründer und Ensemblemitglied des Theaterhaus Jena (1991–1995). Ab 1995 hatte er verschiedene Theaterengagements u. a. bei den Wiener Festwochen, an der Schaubühne Lindenfels in Leipzig (als Hamlet), am Volkstheater Rostock (Jean in Fräulein Julie und Tiger-Brown in Die Dreigroschenoper), am Theater in der Fabrik (Staatsschauspiel Dresden) und an den Freien Kammerspielen Magdeburg (u. a. als Faust in Goethes Urfaust). Von 1999 bis 2001 war er am Bayerischen Staatsschauspiel in München engagiert.

### Schauspiel Frankfurt
2002/03 trat er als Gast am Schauspiel Frankfurt auf. Ab der Spielzeit 2003/04 gehörte er anschließend bis 2009 als festes Ensemblemitglied zum Schauspiel Frankfurt. Hier arbeitete er mit Regisseuren wie Mark Zurmühle, Armin Petras, Andreas Kriegenburg, Peter Kastenmüller, Sebastian Baumgarten, Roger Vontobel, Martin Nimz und mehrfach mit Karin Neuhäuser zusammen. 2004 erhielt er bei den Mülheimer Theatertagen den Publikumspreis für seine Rolle als Ernk in Kränk von Martin Heckmanns, eine Inszenierung von Simone Blattner des Schauspiel Frankfurt.
Zu seinen Bühnenrollen am Schauspiel Frankfurt gehörten u. a. Sekretär Wurm in Kabale und Liebe (Spielzeit 2003/04), Tempelherr in Nathan der Weise (Spielzeit 2004/05), Etienne in der Salonkomödie Floh im Ohr von Georges Feydeau (Spielzeit 2005/06), Bürgermeister Stockmann in Ein Volksfeind (Spielzeit 2007/08), Pavel Rjumin in Sommergäste von Maxim Gorki (Spielzeit 2007/08), Schürzinger in Kasimir und Karoline und Rodrigo/Emilia in Othello (jeweils Spielzeit 2008/09).

### Schauspiel Hannover
Von der Spielzeit 2009/10 bis zum Ende der Spielzeit 2018/19 war er festes Ensemblemitglied am Schauspiel Hannover. In der Spielzeit 2013/14 war er der Arzt Tschebtykin in einer Neuinszenierung des Tschechow-Stücks Drei Schwestern in der Regie von Sascha Hawemann. Außerdem spielte er den Oberon im Shakespeare-Klassiker Ein Sommernachtstraum in einer Inszenierung von Florian Fiedler. In der Spielzeit 2014/15 übernahm er die Rolle des Lewin in einer Bühnenfassung von Anna Karenina in einer Inszenierung von Sascha Hawemann. 2017 spielte Frank in der Cumberlandschen Galerie die deutsche Erstaufführung des Einpersonenstücks Abrahams Kinder des norwegischen Schauspielers Svein Tindberg auf. Frank arbeitet auch als Rezitator.
In der Spielzeit 2021/22 gastierte er am Staatstheater Mainz als Baptista in Der Widerspenstigen Zähmung. Seit Sommer 2024 ist er festes Ensemblemitglied des Theater Magdeburg.

### Film und Fernsehen
Frank, der hauptsächlich als Theaterschauspieler tätig ist, stand gelegentlich auch immer wieder für verschiedene Filmprojekte vor der Kamera. Er übernahm Rollen in Kinofilmen, Fernsehfilmen, Fernsehserien und mehreren Dokumentarfilmen zu historischen Themen und zur Zeitgeschichte.
Im Fernsehen hatte er zunächst Episodenrollen u. a. in den Fernsehserien Hinter Gittern – Der Frauenknast (1997–1998; als Daniel Fuchs, der Ehemann der Insassin Lollo Fuchs), Für alle Fälle Stefanie (2002; als blinder Ehemann Marcel Konrad), In aller Freundschaft (2002; als rebellischer Sohn von Jutta Wachowiak) und SOKO Leipzig (2002; als Ex-Verlobter der Tochter eines Leipziger Obsthändlers).
In der 14. Staffel der ZDF-Krimiserie SOKO Leipzig (Erstausstrahlung: Januar 2015) spielte er, an der Seite von Karolina Lodyga als Krankenschwester und „Racheengel“ Sophie, eine Episodenhauptrolle als Klinikarzt Dr. Peter Richter, dessen Schwester in der DDR Opfer von illegalen Medikamententests wurde. Im Januar 2016 war Frank in einer weiteren Episodenhauptrolle zu sehen; in der 1. Staffel der Arztserie In aller Freundschaft – Die jungen Ärzte verkörperte er, an der Seite von Timmi Trinks, den Vater eines jungen schwer verletzten Patienten, der sich mit seinem Sohn wieder versöhnt. In der 1000. Folge der Fernsehreihe Tatort, Taxi nach Leipzig (Erstausstrahlung: November 2016), verkörperte er in einem Kurzauftritt den Liebhaber der Kommissarin Charlotte Lindholm (Maria Furtwängler). Außerdem hatte er 2016 in der Kinderserie Die Pfefferkörner eine Episodenrolle als Jochen Dreyer, der Betreiber einer Waldgaststätte und Hobby-Tierpräparator.

### Privates
Rainer Frank wuchs in Santiago de Chile, Damaskus (Syrien), Königs Wusterhausen und in seiner Geburtsstadt Berlin auf. Er lebt in Hannover.

## Filmografie (Auswahl)
- 1994: Oben – Unten (Kinofilm)
- 1997–1998: Hinter Gittern – Der Frauenknast (Fernsehserie, Serienrolle)
- 2002: Für alle Fälle Stefanie: Schuld und Sühne (Fernsehserie, eine Folge)
- 2002: Drei Stern Rot (Kinofilm)
- 2002: In aller Freundschaft: Der letzte Tango (Fernsehserie, eine Folge)
- 2002: SOKO Leipzig: Der Hellseher (Fernsehserie, eine Folge)
- 2002: Paule und Julia (Kinofilm)
- 2003: Ein Vater für Klette (Fernsehfilm)
- 2012: Münchhausen – Die Geschichte einer Lüge (Doku-Film)
- 2014: Ein blinder Held – Die Liebe des Otto Weidt (Doku-Film)
- 2015: SOKO Leipzig: Doktor Tod (Fernsehserie, eine Folge)
- 2015: Wir, Geiseln der SS (Fernsehfilm, Doku-Drama)
- 2016: Der gute Göring (Fernsehfilm, Doku-Drama)
- 2016: Die Deutschen und die Polen (Doku-Film)
- 2016: In aller Freundschaft – Die jungen Ärzte: Kreuzwege (Fernsehserie, eine Folge)
- 2016: Tatort: Taxi nach Leipzig (Fernsehreihe)
- 2016: Die Pfefferkörner: Rotkäppchen (Fernsehserie, eine Folge)
- 2019: Harter Brocken: Der Geheimcode (Fernsehreihe)
- 2019: Die Bestatterin – Der Tod zahlt alle Schulden (Fernsehreihe)
- 2022: SOKO Wismar: Alles muss raus (Fernsehserie, eine Folge)
- 2022: Nazijäger – Reise in die Finsternis (TV-Dokudrama)
- 2023: SOKO Leipzig: Große Erwartungen (Fernsehserie, eine Folge)
- 2023: Kalt (Kurzfilm)